# Pitouí de Waigeo
El pitouí de Waigeo (Pitohui cerviniventris) és un ocell de la família dels oriòlids (Oriolidae).

## Hàbitat i distribució
Habita zones de matolls i boscos a Batanta, Waigeo i Salawati, a les Raja Ampat.